# زنامينيفكا (دنيبروبيتروفسكا)
زنامينيفكا (Знаменівка) هي مدينة في مقاطعة دنيبروبتروفسك في أوكرانيا.
يبلغ عدد سكانها حوالي 4500 نسمة.